# Andrzej Trzebski

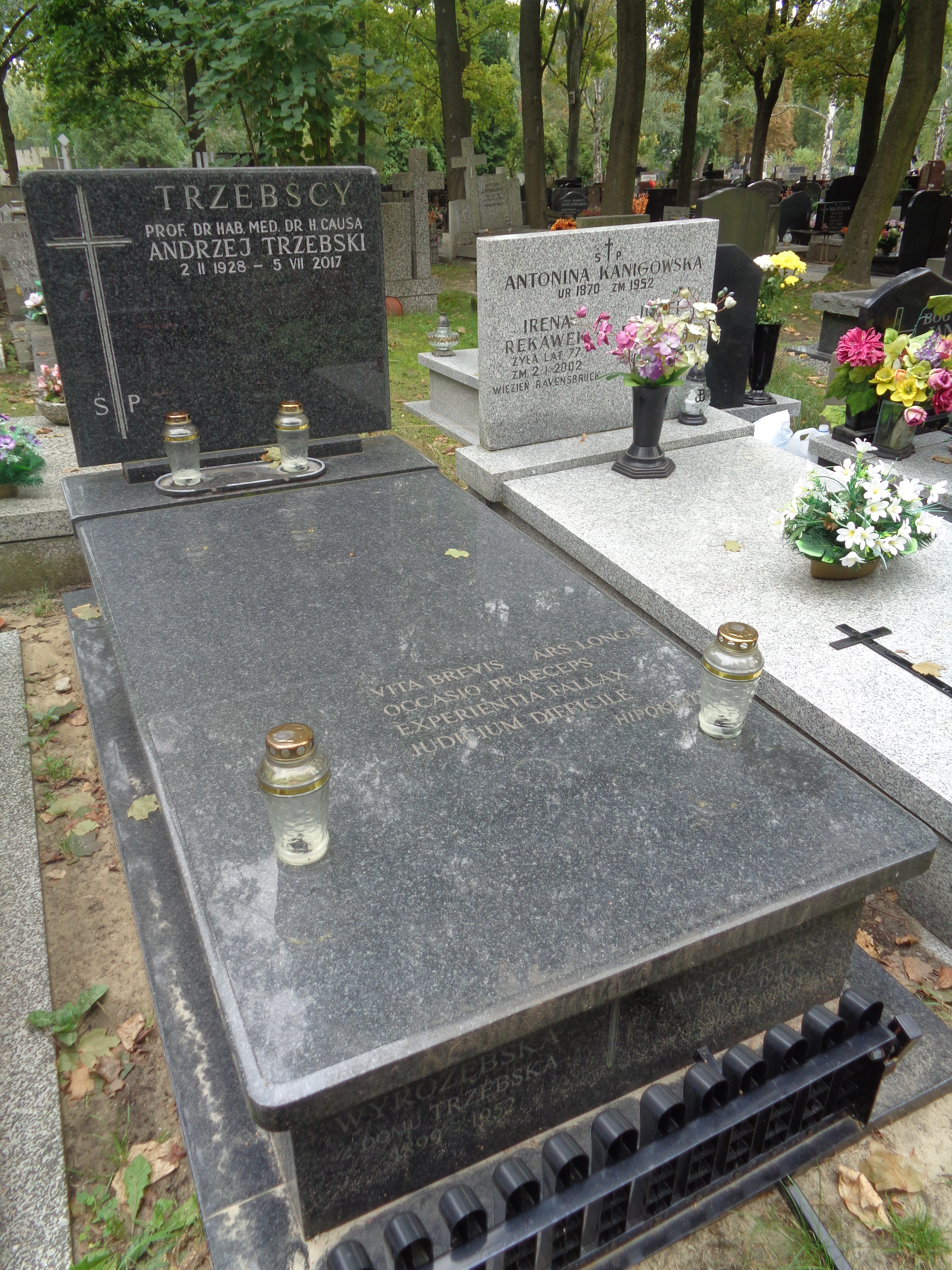
Grób Andrzeja Trzebskiego na Cmentarzu Wojskowym na Powązkach

Andrzej Trzebski (ur. 2 lutego 1928 w Warszawie, zm. 5 lipca 2017) – polski fizjolog i neurofizjolog, profesor nauk medycznych, członek rzeczywisty Polskiej Akademii Nauk.

## Życiorys
W 1952 ukończył studia w Akademii Medycznej w Warszawie. Został nauczycielem akademickim tej uczelni. W 1971 uzyskał tytuł naukowy profesora nauk medycznych. Od 1981 był członkiem Towarzystwa Naukowego Warszawskiego, od 1983 Polskiej Akademii Nauk, a od 1990 także Polskiej Akademii Umiejętności. Doktor honoris causa Uniwersytetu Jagiellońskiego (2000).
Autor prac dotyczących neuroregulacji układu krążenia i oddychania, czynności autonomicznego układu nerwowego i mechanizmów nadciśnienia tętniczego. Zidentyfikował neurony mózgu pobudzane przez chemoreceptory tętnicze wrażliwe na tlen i neurony mózgu pobudzone przez baroreceptory wrażliwe na ciśnienie tętnicze.
Był konsultantem naukowym filmu Iluminacja Krzysztofa Zanussiego z 1973 roku.
Został wyróżniony m.in. Złotym Krzyżem Zasługi (1971), Krzyżem Kawalerskim Orderu Odrodzenia Polski (1981) oraz Krzyżem Komandorskim Orderu Odrodzenia Polski (1998).
Jest pochowany na  Cmentarzu wojskowym na Powązkach (Kwatera D, rząd B1, grób 37).